# Défense communautaire
Pour les articles homonymes, voir Défense.
Ne doit pas être confondu avec Sécurité collective.
Une défense communautaire est une force de frappe et de défense militaire commune à plusieurs États souverains ou non souverains partageant certaines de leurs prérogatives dans le cadre d'une stratégie commune.

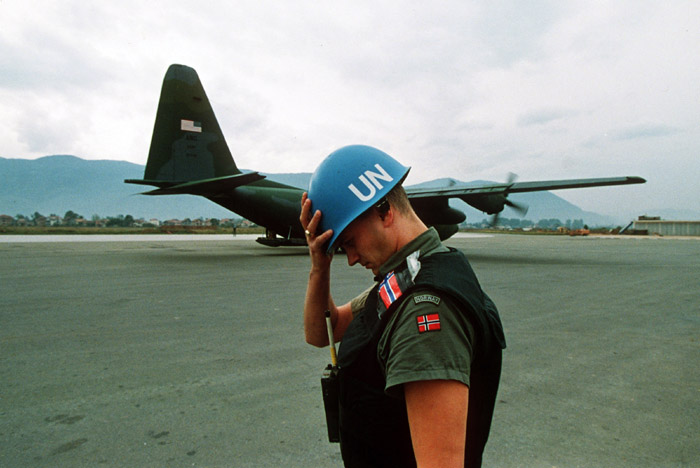
Casque bleu norvégien durant le siège de Sarajevo (1992-1995)

## Exemples de défenses communautaires

### ONU

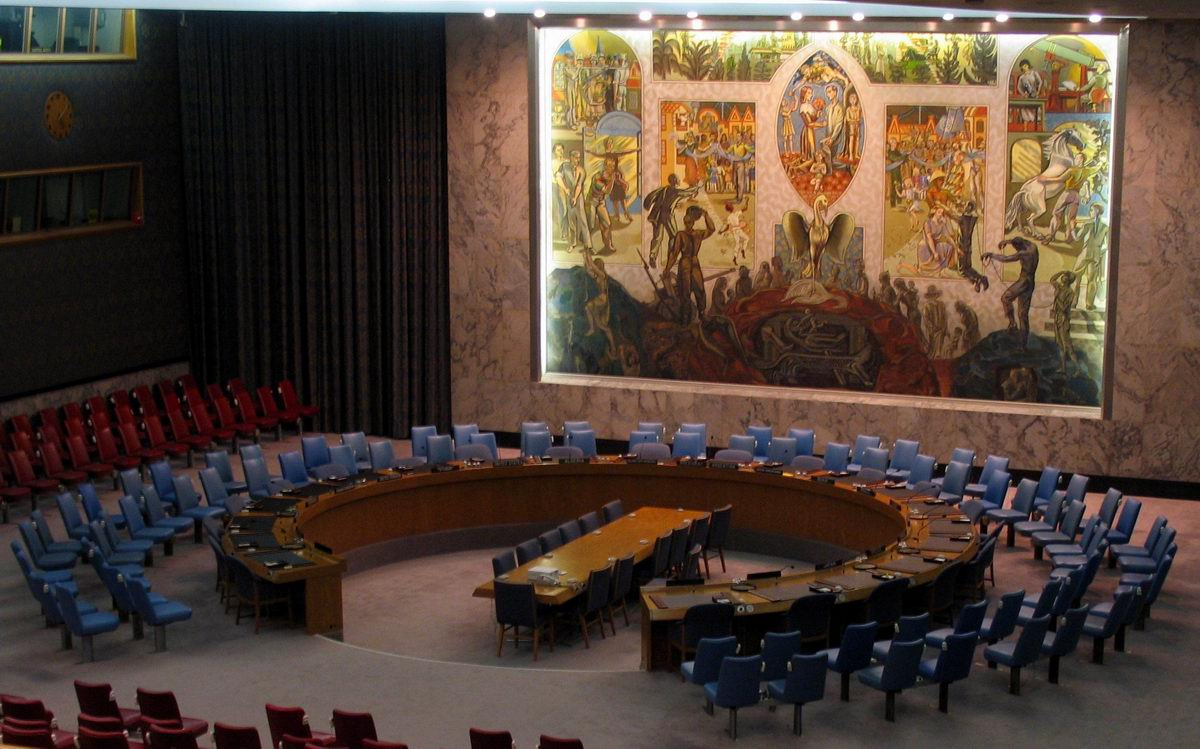
Conseil de sécurité des Nations unies

L'ONU avec son Conseil de sécurité des Nations unies représente une forme de défense communautaire à la fois préventive, en tentant de désamorcer les conflits émergents, mais également d'action lorsqu'une intervention de l'ensemble de la communauté mondiale accepte par consensus d'agir au sein d'États belligérants afin de mettre fin aux conflits. Les casques bleus est l'une des expressions concrètes de cette défense communautaire d'ampleur mondiale.

### Eurocorps
L'Eurocorps peut être considéré comme une défense de l'Union européenne. Sa création date de 1992 par le couple franco-allemand F.Mitterrand/H.Kohl. Ce corps armé est composé de 50 000 hommes de différentes nations membres de l'Union européenne. Cette organisation n'appartient pas directement à L'UE. Elle dépend de l'UEO (Union de l'Europe occidentale, composée de 11 des quinze membres de l'UE). L'UEO est associée au développement de l'UE, elle élabore et met en œuvre les décisions et actions de l'UE qui ont des implications dans le domaine de la défense, mais reste indépendante. L'Euromarfpor (force navale) et l'Eurofor (force d'action rapide) ont aussi des comptes à rendre à l'UEO mais ne sont composées que de la France, l'Italie, l'Espagne et le Portugal.

### OTAN
L'Organisation du traité de l'Atlantique nord - OTAN (NATO - North Atlantic Treaty Organisation en anglais) est une organisation politico-militaire créée à la suite de négociations entre les signataires du traité de Bruxelles (la Belgique, la France, le Luxembourg, les Pays-Bas et le Royaume-Uni), les États-Unis et le Canada ainsi que 5 autres pays d'Europe occidentale invités à participer (le Danemark, l'Italie, l'Islande, la Norvège et le Portugal), pour organiser l'Europe face à l'Union soviétique après la Seconde Guerre mondiale. Le siège de l'OTAN se trouve à Bruxelles et son commandement militaire (SHAPE) à Mons (Belgique). Grâce à ses moyens logistiques, l'OTAN a su, durant la guerre froide, « garder les Américains à l'intérieur, les Russes à l'extérieur et les Allemands en-bas. » comme le souhaitait son secrétaire général d'alors, Lord Ismay. Son rival côté soviétique fut le Pacte de Varsovie.

## Courants politiques et philosophiques

### Les communistes
Le communisme, par essence, tend à rassembler et à unifier autour de l'État tous les moyens de défense que ce soit militaire mais aussi de renseignement et autres composantes stratégique. Des auteurs comme Karl Marx en furent partisans. Comme exemple historique on peut citer l'URSS qui permit à ses États membres de mettre en commun leur prérogatives militaire afin de constituer une défense communautaire.

### Les fédéralistes
Le fédéralisme est également un concept politique favorable à la coopération et à la mise en commun de nombreuses prérogatives. Au niveau de l'Europe, les tenant d'une Europe fédérale soutiennent l'idée d'une défense communautaire. Au niveau mondial, une mouvance fédéraliste tend également à promouvoir la constitution d'une défense communautaire dont les compétences se démarqueraient et se renforceraient, des actuels Casques bleus qui ne sont qu'un embryon d'une véritable défense communautaire mondiale indépendante. De nombreux auteurs et mouvements politiques soutiennent cette initiative et propose de multiples modèles possibles.